# 허버트 보이어

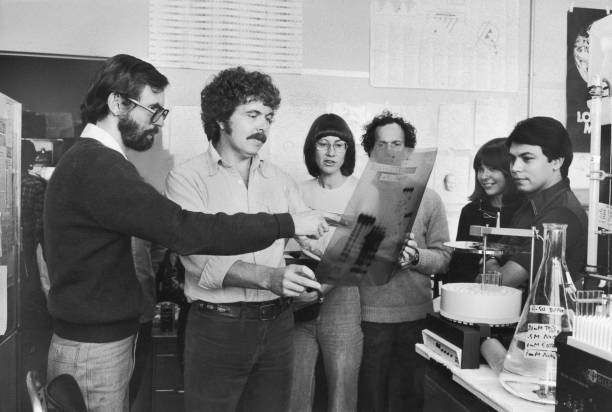
1977년 모습

허버트 보이어(Herbert Boyer, 본명: 허버트 웨인 "허브" 보이어, Herbert Wayne "Herb" Boyer, 1936년 7월 10일 ~ )는 미국의 생명공학자이자 생명공학 분야의 연구자이자 기업가이다. 스탠리 노먼 코헨 및 폴 버그와 함께 박테리아가 외래 단백질을 생산하도록 유도하는 방법인 재조합 DNA를 발견했으며, 이는 유전 공학 분야를 시작하는 데 도움이 되었다.
1969년까지 보이어는 특히 유용한 특성을 지닌 대장균 박테리아의 몇 가지 제한 효소에 대한 연구를 수행했다. 1990년 국가 과학 메달(National Medal of Science) 수상자이자 1996년 레멜슨-MIT상 공동 수상자이자 제넨텍의 공동 창립자이다. 캘리포니아 대학교 샌프란시스코(UCSF)의 교수였으며 이후 1976년부터 1991년 은퇴할 때까지 제넥텍의 부사장을 역임했다.